# Mašan Božović
Mašan Božović (serbio cirilico: Машан Божовић), fue un ministro militar del Reino de Montenegro, presidente del municipio de Cetiña, y serdar, originario de Piper.

## Biografía
Se ofreció como voluntario en la guerra montenegrino-otomana de 1876-1878. Fue cadete de la primera generación de la Academia Militar Italiana de 1882 a 1886. Fue presidente del municipio de Cetiña de 1889 a 1894. Participó en el liderazgo del destacamento montenegrino en Creta, las tropas en esa isla como parte del mantenimiento de la paz internacional. Fue reactivado en 1910. En 1912-1913 fue comandante del destacamento de Prekotar, del destacamento de Bobov en Sandić y durante la Primera Guerra Mundial comandante de la Segunda División del ejército de Sandžak. En 1915 fue nombrado serdar, cuando fue Ministro de Guerra del 3 de julio al 20 de diciembre. El 5 de diciembre de 1915 recibió el título de Serdar de Piper por su exitoso mando durante la guerra. Desde 1915 fue el comandante del antiguo destacamento serbio. De 1916 a 1918 estuvo en un campo en Hungría. Después de la unificación, como coronel del ejército yugoslavo, fue comandante de regimiento y comandante local en Podgorica. Se le concedió la Medalla al Valor.

## Literatura
- Narodna rije, Cetiña, 29 de septiembre de 1920,

- Almanaque montenegrino, Subotica 1929.

- Enciclopedia militar 1, Belgrado 1970

- Texto de Rista Dragičević, JLZ Zagreb JLZ Asesor científico del Instituto Histórico de la Enciclopedia Yugoslava 1982.